# Varde (Kurzfilm)
Varde (deutsch Grenzstein) ist ein norwegischer Kurzfilm von Hanne Larsen aus dem Jahr 2008. In Deutschland feierte der Film am 1. Mai 2009 bei den Internationalen Kurzfilmtagen in Oberhausen Premiere.

## Handlung
Der elfjährige John hat einen harmlosen Streich gespielt und steht danach vor einem moralischen Dilemma. Der Film stellt den pubertären Übergang vom Kind zum Erwachsenen dar.

## Kritiken
„Die Lobende Erwähnung des diesjährigen Kinder- und Jugendfilmwettbewerbs geht an einen Film, der sowohl durch hervorragende, authentische und glaubwürdige Schauspieler als auch durch seine Kritik am Gruppenzwang und seine spannende Art überzeugt hat. All das haben wir gern im Kurzfilm …“

## Auszeichnungen
Den norske filmfestivalen 2008
- Amanda für den besten Kurzfilm

Palm Springs International ShortFest 2008
- Jury Award Best Live Action Short Over 15 minutes

Tromsø International Film Festival 2009
- Tromsø Palm – Best Film

Internationale Kurzfilmtage Oberhausen 2009
- Lobende Erwähnung der Jugendjury